# 223º Distaccamento aereo

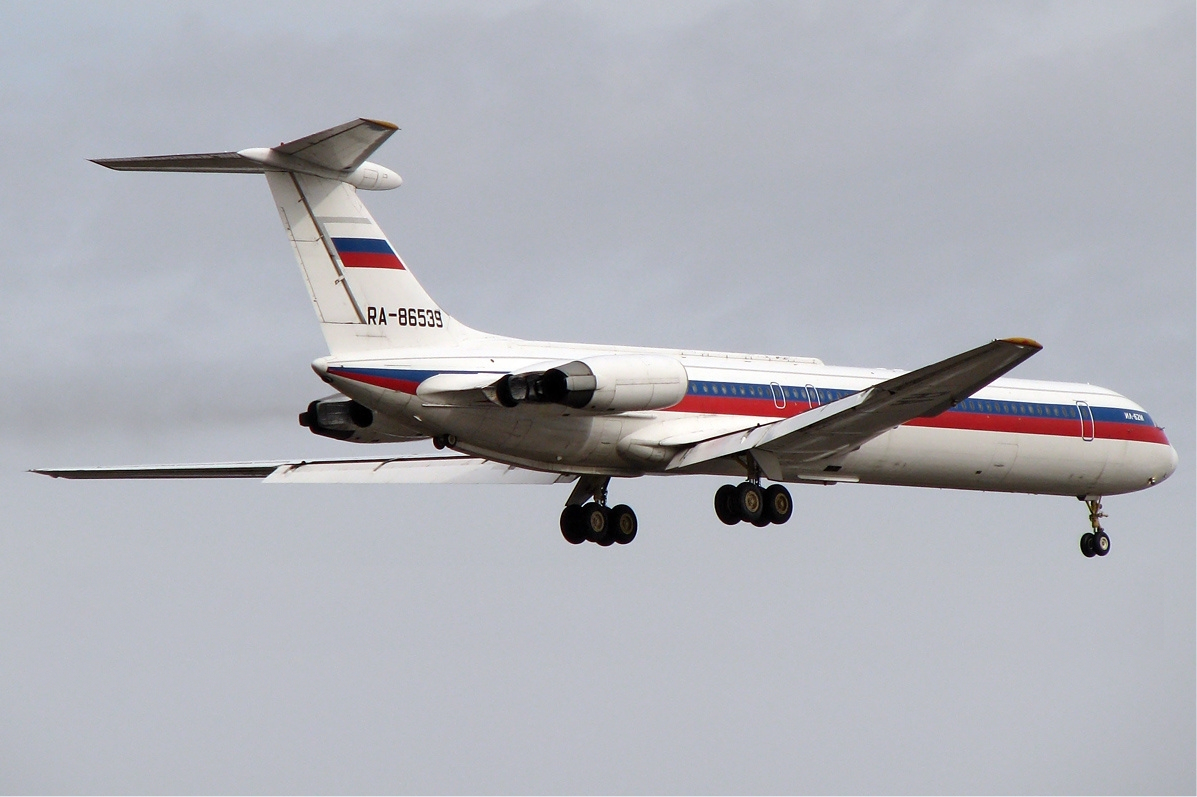
Ilyushin Il-62M nella livrea del 223º Distaccamento Aereo.

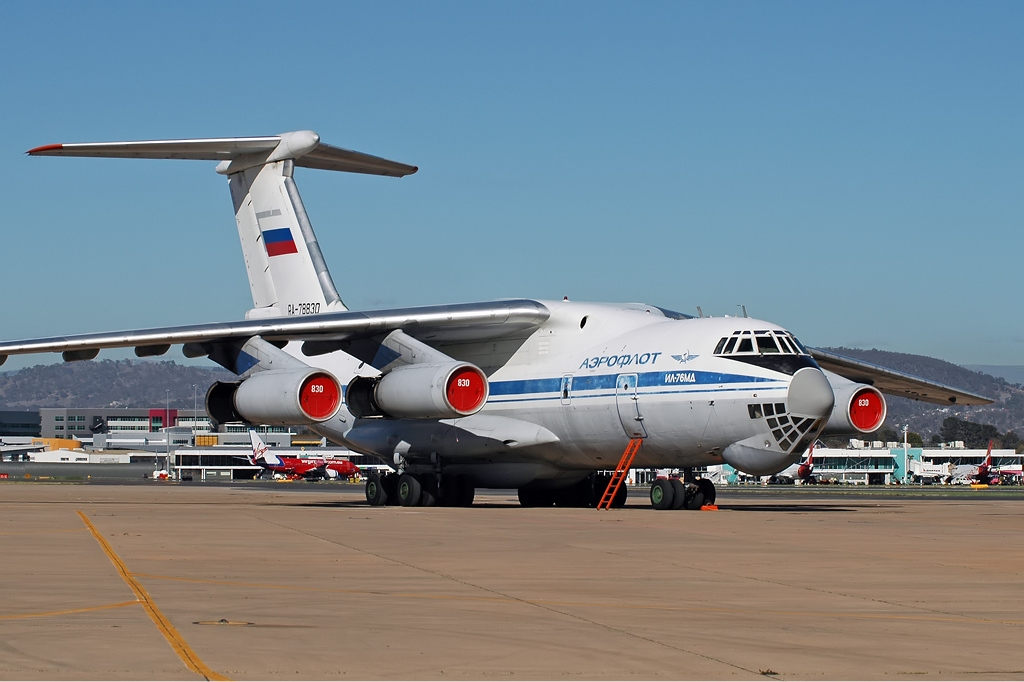
Ilyushin Il-76MD nella livrea del 223º Distaccamento Aereo.

Il 223º Distaccamento aereo (in russo 223-й Летный Отряд?) è una compagnia aerea russa con base tecnica e hub principale all'aeroporto di Mosca-Čkalovskij, nell'oblast' di Mosca nella Russia europea.

## Gestione
La compagnia è di proprietà del governo della Federazione Russa ed effettua voli charter passeggeri e voli cargo sia commerciali, sia per conto dello stato.

## Storia
- Il 15 novembre 1993 il Decreto Legislativo del Presidente della Russia creò la compagnia aerea il 223º Distaccamento Aereo sulla base della flotta dell'omonimo Distaccamento Aereo del Ministero della Difesa della Russia.
- 1995 - il 223º Distaccamento Aereo ha iniziato l'attività dei voli commerciali con i charter passeggeri effettuati con gli aerei Ilyushin Il-62, Tupolev Tu-134, Tupolev Tu-154 e con i voli cargo effettuati con gli aerei Ilyushin Il-76, Antonov An-12, Ilyushin Il-18.
- 2002 - sospensione del certificato per i voli charter internazionali in seguito alle violazioni delle procedure di organizzazione del trasporto dei passeggeri sulla rotta Mosca-Domodedovo - Hurghada.[1]
- 2007 - gli aerei del 223º Distaccamento Aereo hanno trasportato 9.200 Mg di merce, l'1,4% del trasporto aereo cargo della Russia.
- 2008 - alla fine dell'anno l'Ente d'Aviazione Civile della Russia ha incluso la compagnia aerea nella lista nera di 38 compagnie aeree russe in seguito alla mancata osservanza delle norme sulla sicurezza dei voli.[2]

## Flotta
Corto raggio
- 2 Antonov An-140
- 15 Tupolev Tu-134 (classe business 44 posti), (classe business 40 posti)

Medio raggio
- 5 Ilyushin Il-18D/E
- 14 Tupolev Tu-154B-2 (classe turistica 164 posti), (classe business 121 posti), (classe business 121 posti), (VIP 52 posti), (VIP 52 posti) di cui uno è andato distrutto nell'incidente aereo del Natale 2016[3]
- 1 Tupolev Tu-154M
- 2 Tupolev Tu-214[4]

Lungo raggio
- 6 Ilyushin Il-62M/MK (business 110 posti), (VIP 55 posti), (VIP 55 posti), (VIP 55 posti)

Cargo
- 1 Antonov An-12BP
- 5 Ilyushin Il-76MD

## Flotta storica
- Tupolev Tu-134

## Accordi commerciali
- Aeroflot
- Atlant-Sojuz
- Rossija Airlines

## Incidenti
Il 16 dicembre 2004 un Tupolev Tu-154 del 223º Distaccamento Aereo in arrivo all'aeroporto di Krasnojarsk-Emel'janovo da Mosca è fuoriuscito dalla pista fermandosi sulla neve in seguito all'errore di pilotaggio del velivolo in fase di atterraggio.
Il 13 agosto 2007 un Tupolev Tu-134 (RA-65573) del 223º Distaccamento Aereo in arrivo all'aeroporto di Mosca-Vnukovo da Tjumen' ha effettuato un atterraggio d'emergenza alle 22:38 (ora locale). Il velivolo dopo aver toccato la pista aeroportuale è uscito dal controllo d'equipaggio rigirandosi al 180 gradi sull'ala destra uscendo dalla pista e disperdendo il carburante rimasto. Nessuno degli 11 membri d'equipaggio e 14 passeggeri riportò danni in seguito all'incidente. Per poter rimuovere il Tu-134 l'aeroporto moscovita è rimasto chiuso per oltre 9 ore causando pesanti ritardi nei voli di linea.